# Калнин, Эмануил Христианович
Эмануил Христианович Калнин (1855—?) — генерал-майор русской императорской армии.

## Биография
Родился 28 февраля (12 марта) 1855 года. В 1874 году с золотой медалью окончил гимназические классы 1-го Санкт-Петербургского реального училища, в 1877 году — Михайловское артиллерийское училище. Был выпущен прапорщиком (ст. 27.09.1877) в 1-ю резервную артиллерийскую бригаду; подпоручик (ст. 18.12.1878), поручик (ст. 20.12.1879).
В 1880 году поступил в Николаевскую академию Генерального штаба, которую окончил по 2-му разряду в 1883 году. Был причислен к Генеральному штабу, состоял при Киевском военном округе; затем был переведён в Генеральный штаб, старший адъютант штаба 12-й кавалерийской дивизии (22.11.1883 — 02.10.1885); капитан (ст. 29.03.1885).
Состоя при Главном штабе был командирован для слушания курса восточных языков при Азиатском департаменте Министерства иностранных дел (02.10.1885—29.05.1888). Был направлен в распоряжение военного агента в Константинополе (с 29.05.1888), затем — в распоряжении военного агента в Афинах (с 17.02.1895); отбывал цензовое командование батальоном в 57-м пехотном Модлинском полку (15.06.-15.10.1899), после чего состоял военным агентом в Константинополе (20.08.1899—19.11.1904); подполковник (ст. 30.08.1890), полковник (ст. 30.08.1894), генерал-майор (ст. 6.12.1902).
С 19.11.1904 состоял окружным генерал-квартирмейстером штаба Одесского военного округа.
Был женат, имел 4-х детей.

## Награды
- орден Св. Станислава 3-й ст. (1885)
- орден Св. Анны 3-й ст. (1892)
- орден Св. Станислава 2-й ст. (1897)
- орден Св. Анны 2-й ст. (1901)
- орден Св. Владимира 3-й ст. (1905)
- орден Св. Станислава 1-й ст. (1908)
- орден Св. Анны 1-й ст. (1912)

## Источник
- Калнин Эмануил Христианович // Список генералам по старшинству. Составлен по 1-е января 1913 года. — С. 386.